# Logis Hôtels

Logo

Logis Hôtels (vormals: Logis de France) ist eine unabhängige, gemeinsame Marke von circa 2.400 meist kleineren Hotels und Restaurants überwiegend in Familienbesitz in Frankreich und Französisch-Guayana. Die durchschnittliche Zimmerzahl liegt nur bei 18 Zimmern pro Hotel.
Die Logis-Hôtels sind auf der Basis eines Verbandskonzepts entstanden, das die Hoteliers sowie gewählte lokale Vertreter und Vertreter aus dem Bereich Tourismus auf allen Ebenen und zu gleichen Teilen in sich vereint (Handelskammern, Tourismus-Komitees oder professionelle Fremdenverkehrsvereine). Die französischen Logis-Hôtels sind in 92 Departement-Verbänden und 12 Regionalverbänden organisiert.
Der Zusammenschluss verfolgt ein gemeinsames Konzept für Servicequalität in Bezug auf Gastlichkeit, Authentizität und Regionalität (beispielsweise das Angebot regionaler Spezialitäten).
Die Mitgliedshäuser sind in drei Qualitätsklassen eingeteilt.
- 1 – Praktisch und komfortabel eingerichtet, mit ausgezeichnetem Preis-Leistungs-Verhältnis.
- 2 – Gepflegter Komfort zu günstigem Preis mit einer guten Mischung aus Tradition und Professionalismus.
- 3 – sehr hoher Komfort, höchste Qualität.

Zusätzlich gibt es teilweise zudem thematische Einordnungen wie die Zusatzbezeichnungen Logis de Caractère (Logis mit besonderem Charme) oder Logis Bacchus (Logis für Weinliebhaber).
Für die Klassifizierung werden rund 500 Kriterien überprüft, die das Essen und den Service, die Einrichtung der Zimmer und des Hotel-Restaurants sowie die Umgebung betreffen.
Besonderer Wert wird auf die Gastfreundlichkeit des Inhabers und seines Teams gelegt.